# Parcelacja
Parcelacja – dokonanie podziału większych posiadłości ziemskich (latyfundium, folwark, wspólnota gminna) na mniejsze działki (parcele) i oddanie ich w użytkowanie indywidualnym gospodarstwom w drodze sprzedaży; także unormowany ustawą podział większych gospodarstw rolnych poprzez sprzedaż bądź nadanie.

## Na ziemiach polskich
W Polsce pierwszych parcelacji dokonano w XVIII wieku. Były to sporadyczne parcelacje związane z oczynszowaniem chłopów. Jedna z takich parcelacji przeprowadzona została przez ks. Józefa Poniatowskiego w starostwie wieluńskim. Parcelacje na masową skalę rozpoczęły się po uwłaszczeniu chłopów w 1864 roku.
W okresie II Rzeczypospolitej w wyniku reformy rolnej rozparcelowano około 2 650 000 hektarów ziemi, która trafiła w ręce chłopów. Parcelacji dokonywano obowiązkowo na podstawie planu parcelacyjnego ustalonego na każdy rok przez Radę Ministrów na podstawie ustawy z dnia 28 grudnia 1925 r. o wykonaniu reformy rolnej. Parcelowana ziemia pochodziła z własności Skarbu Państwa, majątków tzw. martwej ręki, i innych nieruchomości ziemskich, nie wyłączając ordynacji rodowych i była przeznaczana w pierwszej kolejności na uzupełnianie gospodarstw karłowatych, a następnie na tworzenie nowych.